# Тромбоз синусов твёрдой мозговой оболочки
Тромбоз синусов твёрдой мозговой оболочки — редкая форма нарушения мозгового кровообращения, представляющая собой ухудшение оттока крови от головного мозга из-за закупорки синусов кровяными сгустками (тромбами). Проявляется головной болью, нарушением зрения, гемипарезом лица или конечностей, судорогами  и др. Диагноз устанавливается на основе данных компьютерной или магнитно-резонансной томографии с внутривенным контрастным усилением, позволяющих визуализировать обструкцию венозных синусов тромбом. Для лечения применяется терапия антикоагулянтами, реже — тромболитиками. Так как данная патология обычно является осложнением другого заболевания, может потребоваться дополнительное обследование. Тромбоз венозных синусов может осложниться внутричерепной гипертензией, для купирования которой в некоторых случаях применяется хирургическое вмешательство (например, шунтирование).

## Изображения

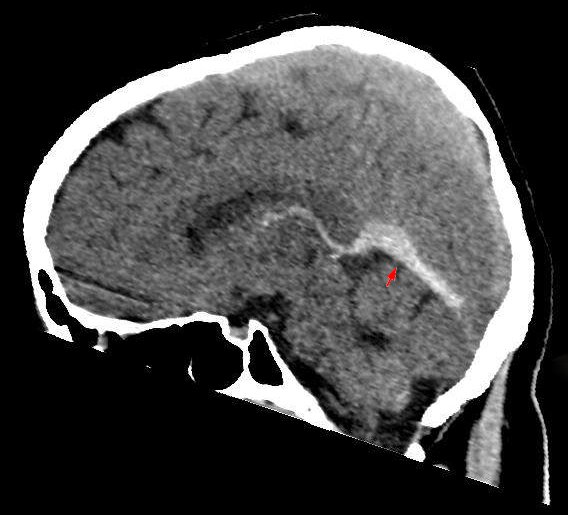
Синус-тромбоз при нативной компьютерной томографии (сагиттальная реконструкция)
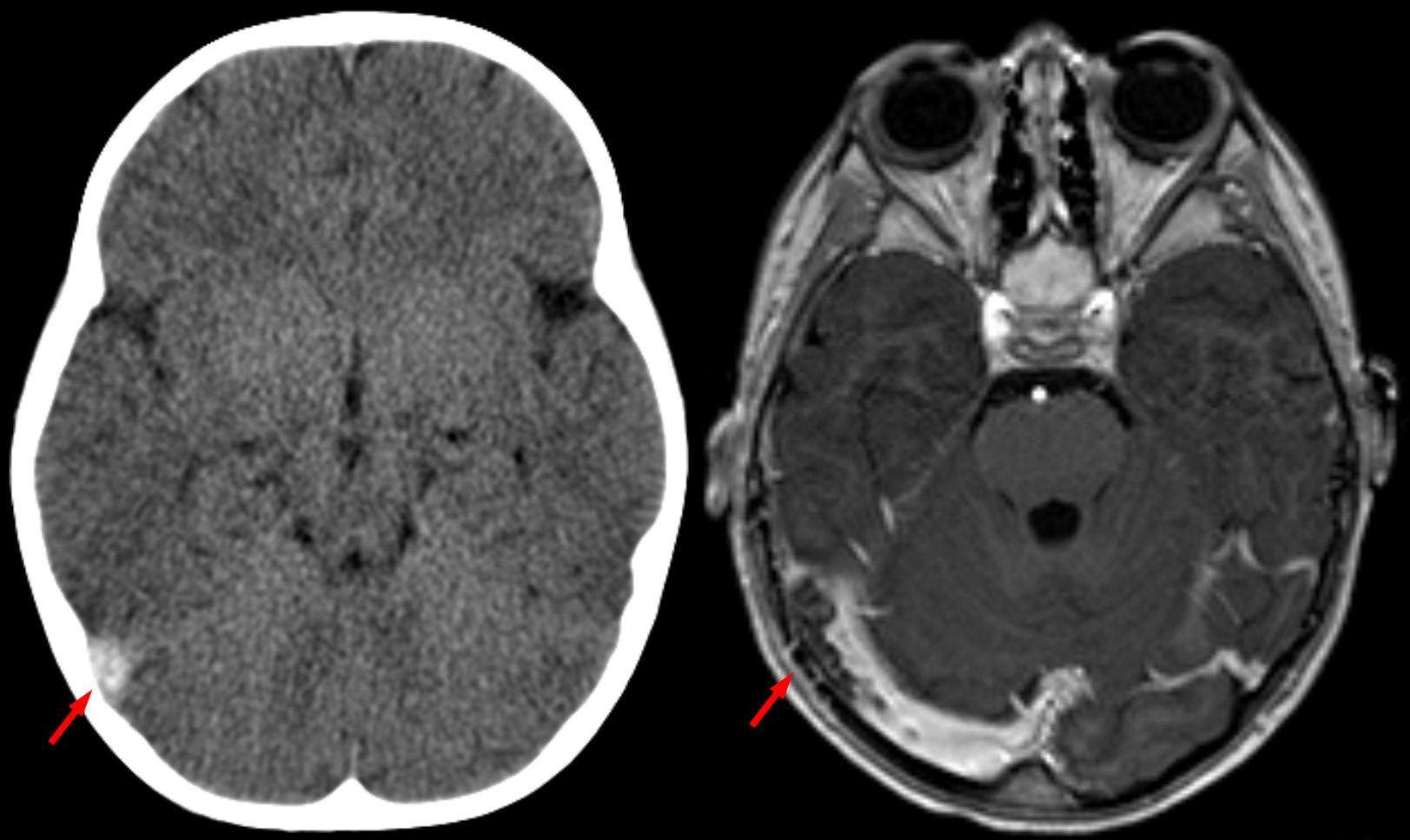
Синус-тромбоз при нативной компьютерной томографии (слева) и МРТ в режиме T1 с контрастным усилением (справа)